# Hard-edge
Hard-edge är en konstterm som myntades 1959 av konstkritikern Jules Langsner och konsthistorikern Peter Selz för att beskriva en stil som hade utvecklats bland annat av ett antal konstnärer i Kalifornien, med klart avgränsade geometriska former i intensiva färger, som byggde på färgfältsmåleri men vände sig från den abstrakta expressionismens uttryck.
Hard-edge blev en term för liknande uttryck hos flera konstnärer under 1960-talet, och ses som en del av den post-måleriska abstraktionen.
Termen kan dock utvidgas till att gälla alla former av abstrakt måleri med dessa kännetecken.